# Poya Asbaghi
Poya Asbaghi (Karaj, 17 luglio 1985) è un allenatore di calcio svedese di origine iraniana, tecnico dell' Al-Wakrah.

## Biografia
Asbaghi è nato nei pressi di Teheran, ma è giunto in Svezia all'età di un anno.
È cresciuto nella città di Uppsala. Inizialmente il suo sobborgo era quello fortemente multietnico di Gottsunda, ma in seguito la sua famiglia si è spostata in un contesto diverso, nel quartiere di Norby. A 20 anni si è trasferito temporaneamente a Örebro per motivi di studio.
Nel 2006 è stato condannato per un'aggressione avvenuta l'anno precedente. Nel 2013 è stato nuovamente accusato di aver compiuto un reato simile, ma in questo caso è stato assolto l'anno seguente.

## Carriera
Asbaghi ha giocato a calcio nell'Upsala IF fino a 18-19 anni con l'obiettivo (non raggiunto) di diventare un calciatore professionista. In un'intervista ha dichiarato che ad averlo spinto verso la carriera di allenatore è stato proprio il rammarico di non aver ricevuto un'adeguata educazione calcistica in quegli anni.
La sua prima squadra vera è propria nel ruolo di allenatore è stata l'UNIK di Uppsala. Qui ha allenato i ragazzini nel 2009, la squadra Under-19 nel 2011 (anno in cui è diventato anche assistente della prima squadra) e infine dal 2012 la prima squadra impegnata nella quinta serie nazionale.
Nel luglio del 2013, a stagione in corso, è stato chiamato da Andreas Brännström per essere suo assistente all'AFC United, nel campionato di Division 1.
Brännström e Asbaghi hanno continuato a lavorare insieme anche nelle due annate seguenti, trascorse sulla panchina del Dalkurd, squadra fondata da immigrati curdi che all'epoca aveva sede a Borlänge. Dopo il 3º posto della stagione 2014, il club ha conquistato la sua prima promozione in Superettan vincendo la Division 1 2015 con una sola sconfitta all'attivo.
L'addio di Brännström, ufficializzato al termine della stagione 2015 e causato da una diversità di vedute con la dirigenza, ha indotto la società a promuovere il 30enne Asbaghi al ruolo di capo allenatore. Al debutto assoluto in seconda serie, la sua squadra ha chiuso al 4º posto, a un solo punto di distanza dagli spareggi-promozione. Nella stagione 2017 gli è stato affiancato Brännström – tornato dopo un anno – con cui ha formato inizialmente un duo. Nonostante la squadra stesse occupando il 2º posto in classifica dopo 7 giornate, la società ha scelto di esonerare Asbaghi adducendo che la guida tecnica condivisa non stava andando come sperato, lasciando così al solo Brännström il ruolo di capo allenatore.
Pochi giorni più tardi, il 29 maggio, Asbaghi ha accettato di diventare il nuovo allenatore del Gefle al posto di Thomas Andersson. Al momento del suo arrivo, la squadra versava in una situazione alquanto difficile, visto l'ultimo posto in classifica nella Superettan 2017 con una sola vittoria ottenuta in 10 partite. I biancazzurri hanno saputo comunque invertire la tendenza, raggiungendo la salvezza diretta nonostante i gravi problemi economici che hanno causato, tra le altre cose, la vendita di Johan Oremo nel mercato estivo. Nelle 15 partite del girone di ritorno, la squadra di Asbaghi è riuscita a conquistare 28 punti a fronte degli 8 che erano stati ottenuti nell'arco dell'intero girone di andata.
In vista della stagione 2018, nonostante la giovane età di 32 anni, Asbaghi è stato ufficializzato come nuovo allenatore dell'IFK Göteborg, squadra in cerca di riscatto dopo il deludente 10º posto dell'Allsvenskan 2017. Per lui è stata la prima esperienza alla guida di un club della massima serie nazionale. All'esordio sulla panchina biancoblu ha chiuso il campionato 2018 all'11º posto, mentre l'anno seguente la squadra è arrivata settima.
Nonostante poche settimane prima avesse guidato la squadra alla Coppa di Svezia vinta in finale contro il Malmö FF, il 3 settembre 2020 Asbaghi è stato esonerato a causa degli scarsi risultati ottenuti in campionato: in quel momento infatti l'IFK Göteborg era in una striscia aperta di 13 partite consecutive senza vittorie in campionato, ruolino che aveva portato la squadra a un solo punto di distanza dagli spareggi retrocessione avendo ottenuto solo 17 punti nelle 18 giornate fin lì disputate (frutto di 2 vittorie, 11 pareggi e 5 sconfitte).
Il 24 novembre 2020 è stato ingaggiato dalla Federcalcio svedese alla guida della Nazionale Under-21, ereditando così la panchina da Roland Nilsson, che un paio di mesi prima aveva lasciato l'incarico proprio per andare a sostituire lo stesso Asbaghi come nuovo capo allenatore dell'IFK Göteborg. Asbaghi ha mantenuto questo incarico per poco meno di un anno, durante il quale la Svezia Under-21 ha collezionato quattro vittorie, due pareggi e una sconfitta nel girone valido per le qualificazioni agli Europei Under-21 2023.
Il 17 novembre 2021 è stato reso noto che Asbaghi avrebbe lasciato la Nazionale svedese Under-21 per diventare il successore dell'esonerato Markus Schopp sulla panchina del Barnsley, club inglese che in quel momento occupava il penultimo posto nel campionato di Football League Championship 2021-2022. Il 24 aprile 2022, due giorni dopo la matematica retrocessione in Football League One, la società inglese ha ufficializzato l'interruzione del rapporto lavorativo con Asbaghi e con il suo assistente Ferran Sibila.

## Statistiche

### Statistiche da allenatore
Statistiche aggiornate al 10 marzo 2025.
| Stagione            | Squadra         | Campionato      | Campionato | Campionato | Campionato | Campionato | Coppe nazionali | Coppe nazionali | Coppe nazionali | Coppe nazionali | Coppe nazionali | Coppe continentali | Coppe continentali | Coppe continentali | Coppe continentali | Coppe continentali | Altre coppe | Altre coppe | Altre coppe | Altre coppe | Altre coppe | Totale | Totale | Totale | Totale | % Vittorie | Piazzamento |
| Stagione            | Squadra         | Comp            | G          | V          | N          | P          | Comp            | G               | V               | N               | P               | Comp               | G                  | V                  | N                  | P                  | Comp        | G           | V           | N           | P           | G      | V      | N      | P      | %          | Piazzamento |
| ------------------- | --------------- | --------------- | ---------- | ---------- | ---------- | ---------- | --------------- | --------------- | --------------- | --------------- | --------------- | ------------------ | ------------------ | ------------------ | ------------------ | ------------------ | ----------- | ----------- | ----------- | ----------- | ----------- | ------ | ------ | ------ | ------ | ---------- | ----------- |
| 2016                | Dalkurd         | SU              | 30         | 14         | 11         | 5          | SC              | 1               | 1               | 0               | 0               | -                  | -                  | -                  | -                  | -                  | -           | -           | -           | -           | -           | 31     | 15     | 11     | 5      | 48,39      | 4°          |
| feb.-mag. 2017      | Dalkurd         | SU              | 7          | 4          | 2          | 1          | SC              | 3               | 1               | 2               | 0               | -                  | -                  | -                  | -                  | -                  | -           | -           | -           | -           | -           | 10     | 5      | 4      | 1      | 50,00      | Eson        |
| Totale Dalkurd      | Totale Dalkurd  | Totale Dalkurd  | 37         | 18         | 13         | 6          |                 | 4               | 2               | 2               | 0               |                    | -                  | -                  | -                  | -                  |             | -           | -           | -           | -           | 41     | 20     | 15     | 6      | 48,78      |             |
| giu.-nov. 2017      | Gefle           | SU              | 20         | 9          | 4          | 7          | SC              | 1               | 1               | 0               | 0               | -                  | -                  | -                  | -                  | -                  | -           | -           | -           | -           | -           | 21     | 10     | 4      | 7      | 47,62      | Sub, 12°    |
| 2018                | IFK Göteborg    | A               | 30         | 9          | 4          | 17         | SC+SC           | 4+1             | 1+1             | 2+0             | 1+0             | -                  | -                  | -                  | -                  | -                  | -           | -           | -           | -           | -           | 35     | 11     | 6      | 18     | 31,43      | 11°         |
| 2019                | IFK Göteborg    | A               | 30         | 13         | 9          | 8          | SC+SC           | 3+1             | 1+1             | 1+0             | 1+0             | -                  | -                  | -                  | -                  | -                  | -           | -           | -           | -           | -           | 34     | 15     | 10     | 9      | 44,12      | 7°          |
| feb.-ago. 2020      | IFK Göteborg    | A               | 18         | 2          | 11         | 5          | SC              | 6               | 5               | 1               | 0               | -                  | -                  | -                  | -                  | -                  | -           | -           | -           | -           | -           | 24     | 7      | 12     | 5      | 29,17      | Eson        |
| Totale Goteborg     | Totale Goteborg | Totale Goteborg | 78         | 24         | 24         | 30         |                 | 15              | 9               | 4               | 2               |                    | -                  | -                  | -                  | -                  |             | -           | -           | -           | -           | 93     | 33     | 28     | 32     | 35,48      |             |
| nov. 2021-apr. 2022 | Barnsley        | FLC             | 26         | 4          | 7          | 15         | FACup+CdL       | 2+0             | 1+0             | 0+0             | 1+0             | -                  | -                  | -                  | -                  | -                  | -           | -           | -           | -           | -           | 28     | 5      | 7      | 16     | 17,86      | Sub, Eson   |
| 2023-2024           | Al-Shamal       | QSL             | 22         | 6          | 7          | 9          | QSC+EQC         | 4+1             | 1+0             | 0+0             | 3+1             | -                  | -                  | -                  | -                  | -                  | QFACup      | 3           | 1           | 0           | 2           | 30     | 8      | 7      | 15     | 26,67      | 9°          |
| ago.-nov. 2024      | Al-Rayyan       | QSL             | 5          | 2          | 0          | 3          | QSC+EQC         | 2+0             | 2+0             | 0+0             | 0+0             | ACL                | 1                  | 0                  | 0                  | 1                  | -           | -           | -           | -           | -           | 8      | 4      | 0      | 4      | 50,00      | Eson        |
| gen.-giu. 2025      | Al-Wakrah       | QSL             | 7          | 2          | 1          | 4          | QSC+EQC         | 0+0             | 0+0             | 0+0             | 0+0             | ACL2               | 2                  | 0                  | 2                  | 0                  | SC          | 1           | 0           | 1           | 0           | 10     | 2      | 4      | 4      | 20,00      | Sub         |
| Totale carriera     | Totale carriera | Totale carriera | 195        | 65         | 56         | 74         |                 | 29              | 16              | 6               | 7               |                    | 3                  | 0                  | 2                  | 1                  |             | 4           | 1           | 1           | 2           | 231    | 82     | 65     | 84     | 35,50      |             |

## Palmarès

### Allenatore

#### Competizioni nazionali
- Coppa di Svezia: 1

IFK Göteborg: 2019-2020